# Bosc de Salàs
El Bosc de Salàs és un bosc del Pallars Jussà, a cavall entre els municipis de Conca de Dalt, en el seu enclavament de l'antic terme de Toralla i Serradell, i Salàs de Pallars, d'on pren el nom.
És molt al nord-oest de la vila de Salàs de Pallars, i més a prop, i al sud, de Rivert i al nord-est de Santa Engràcia.
La major part d'aquest bosc és al Serrat del Tarter Gros i al Serrat de Mig, sota i a llevant de la Roca del Manel, entre els barrancs dels Escarruixos, de l'Aulesa i de Fontfreda. És en dues carenes que baixen, aproximadament, dels 1.050 als 900 metres d'altitud.